# 小奧斯特羅若克
49°41′8″N 28°19′23″E / 49.68556°N 28.32306°E
小奧斯特羅若克（烏克蘭語：Малий Острожок），是烏克蘭的村落，位於該國西南部文尼察州，由赫梅利尼克區負責管轄，始建於1908年，面積1.5平方公里，海拔高度276米，2001年人口119。